# Aire d'attraction de Neufchâtel-en-Bray
L'aire d'attraction de Neufchâtel-en-Bray est un zonage d'étude défini par l'Insee pour caractériser l’influence de la commune de Neufchâtel-en-Bray sur les communes environnantes. Publiée en octobre 2020, elle se substitue à l'aire urbaine de Neufchâtel-en-Bray, qui comportait 3 communes dans le dernier zonage qui remontait à 2010.

## Définition
L'aire d'attraction d'une ville est composée d’un pôle, défini à partir de critères de population et d’emploi ainsi que d’une couronne constituée des communes dont au moins 15 % des actifs travaillent dans le pôle. Le pôle d’attraction constitue ainsi un point de convergence des déplacements domicile-travail,.

## Type et composition
L’aire d'attraction de Neufchâtel-en-Bray est une aire intra-départementale qui comporte 15 communes en Seine-Maritime. 
Elle est catégorisée dans les aires de moins de 50 000 habitants, une catégorie qui regroupe 12,2 % au niveau national.

### Carte

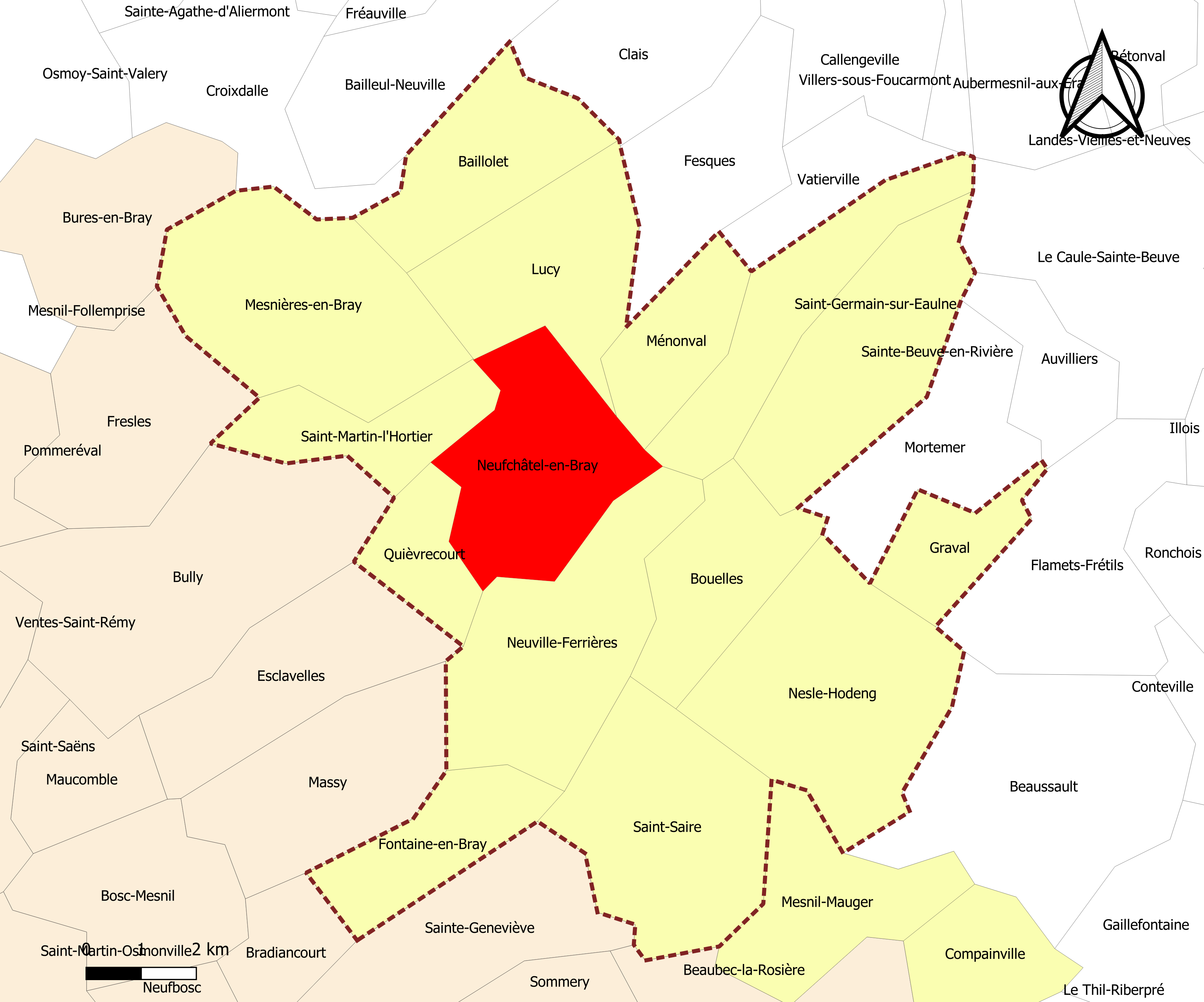
Carte de l'aire d'attraction de Neufchâtel-en-Bray.
Commune-centre
Commune de la couronne

### Composition communale
| Nom                                 | Code Insee | Département    | Statut                 | Superficie (km2) | Population (dernière pop. légale) | Densité (hab./km2) | Modifier                                    |
| ----------------------------------- | ---------- | -------------- | ---------------------- | ---------------- | --------------------------------- | ------------------ | ------------------------------------------- |
| Neufchâtel-en-Bray (commune-centre) | 76462      | Seine-Maritime | commune-centre         | 11,03            | 4 671 (2022)                      | 423                | modifier les données · modifier les données |
| Baillolet                           | 76053      | Seine-Maritime | commune de la couronne | 8,74             | 116 (2022)                        | 13                 | modifier les données · modifier les données |
| Bouelles                            | 76130      | Seine-Maritime | commune de la couronne | 7,99             | 264 (2022)                        | 33                 | modifier les données · modifier les données |
| Fontaine-en-Bray                    | 76269      | Seine-Maritime | commune de la couronne | 6,03             | 167 (2022)                        | 28                 | modifier les données · modifier les données |
| Graval                              | 76323      | Seine-Maritime | commune de la couronne | 3,95             | 156 (2022)                        | 39                 | modifier les données · modifier les données |
| Lucy                                | 76399      | Seine-Maritime | commune de la couronne | 9,59             | 181 (2022)                        | 19                 | modifier les données · modifier les données |
| Ménonval                            | 76424      | Seine-Maritime | commune de la couronne | 5,32             | 236 (2022)                        | 44                 | modifier les données · modifier les données |
| Mesnières-en-Bray                   | 76427      | Seine-Maritime | commune de la couronne | 15,06            | 941 (2022)                        | 62                 | modifier les données · modifier les données |
| Nesle-Hodeng                        | 76459      | Seine-Maritime | commune de la couronne | 15,72            | 331 (2022)                        | 21                 | modifier les données · modifier les données |
| Neuville-Ferrières                  | 76465      | Seine-Maritime | commune de la couronne | 13,02            | 534 (2022)                        | 41                 | modifier les données · modifier les données |
| Quièvrecourt                        | 76516      | Seine-Maritime | commune de la couronne | 4,02             | 401 (2022)                        | 100                | modifier les données · modifier les données |
| Sainte-Beuve-en-Rivière             | 76567      | Seine-Maritime | commune de la couronne | 11,57            | 175 (2022)                        | 15                 | modifier les données · modifier les données |
| Saint-Germain-sur-Eaulne            | 76584      | Seine-Maritime | commune de la couronne | 8,79             | 226 (2022)                        | 26                 | modifier les données · modifier les données |
| Saint-Martin-l'Hortier              | 76620      | Seine-Maritime | commune de la couronne | 5,79             | 272 (2022)                        | 47                 | modifier les données · modifier les données |
| Saint-Saire                         | 76649      | Seine-Maritime | commune de la couronne | 13,32            | 579 (2022)                        | 43                 | modifier les données · modifier les données |